# Günthersleben
Günthersleben ist ein Ortsteil der Landgemeinde Drei Gleichen im Landkreis Gotha in Thüringen.

## Lage
Günthersleben liegt südöstlich von Gotha im fruchtbaren Urstromtal der Apfelstädt. Südlich führt die Bundesautobahn 4 vorüber, deren nächste Anschlussstellen die AS Wandersleben (6,1 km) und die AS Gotha (4,8 km) sind. Die Südabdachung der Seeberge gab und gibt natürlichen Schutz. Die L 1045 tangiert den Ort. In der östlich angrenzenden Gemeinde Drei Gleichen stehen die Burgen der Drei Gleichen.

## Geschichte
In der Literatur aus Thüringen wird für Günthersleben und Wechmar die urkundliche Ersterwähnung bis 775/786 angegeben. Schon frühzeitig wurde hier gesiedelt. Der Ort gehörte den Grafen von Gleichen. 1631 kam der Ort mit der Grafschaft Untergleichen als Lehen zum Fürstentum Schwarzburg-Sondershausen, die Landeshoheit lag jedoch beim Herzogtum Sachsen-Coburg und Gotha.
Die Einheitsgemeinde Günthersleben-Wechmar wurde am 31. Dezember 1997 gebildet. Diese wurde am 6. Juli 2018 aufgelöst und schloss sich mit der Einheitsgemeinde Drei Gleichen zur Landgemeinde Drei Gleichen zusammen.

## Politik
Die Ortsteile Günthersleben und Wechmar der Gemeinde Drei Gleichen haben zusammengefasst eine gemeinsame Ortschaftsverfassung gemäß § 45a Thüringer Kommunalordnung. Die zusammengefasste Ortschaft mit Ortschaftsverfassung trägt die Bezeichnung Günthersleben-Wechmar.
Gemeinsamer Ortschaftsbürgermeister ist Frank Ritter.

## Bauwerke
Im Jahr 1143 wurde in Günthersleben eine Wasserburg errichtet, die im Verlauf der kommenden Jahrhunderte zu einem Wasserschloss umgebaut wurde. Nach dem Zweiten Weltkrieg wurde das Schloss abgerissen und auf dem Gelände in den 1970er Jahren ein Naherholungsgebiet eingerichtet. Nach 1990 entstand im Eingangsbereich ein Pavillon, der als Informationszentrum für Regionalgeschichte und Geologie genutzt wird. Dort werden die landschaftlichen Besonderheiten des Burgenlandes „Drei Gleichen“ innerhalb des GeoParks Inselsberg – Drei Gleichen vermittelt.

## Persönlichkeiten
- Johann Volkmar Sickler (* 1742 in Günthersleben; † 31. März 1820 in Kleinfahner), Pomologe
- Friedrich Seitz (* 1848 in Günthersleben; † 1918 in Dessau), Komponist, Geiger und Violinpädagoge
- Joachim Hartung (* 1948 in Günthersleben; † 2014 in Königswinter), Mathematiker und Professor für Statistik, Thomas-L-Saaty-Preisträger
- Jürgen Heun (* 1958 in Günthersleben), Fußballspieler